# Encyclopedia of Camps and Ghettos, 1933–1945
L'Encyclopedia of Camps and Ghettos, 1933–1945 (lett. "Enciclopedia dei campi e dei ghetti, 1933-1945") è l'enciclopedia composta di sette volumi che esplora la storia dei campi di concentramento, dei ghetti, dei campi di lavoro forzato e degli altri luoghi di detenzione, persecuzione o omicidio gestiti dalla Germania nazista e dalle altre potenze dell'Asse in Europa e Africa. È prodotta dallo United States Holocaust Memorial Museum (USHMM) e pubblicata dall'Indiana University Press. La ricerca è iniziata nel 2000, il primo volume è stato pubblicato nel 2009 e l'ultimo volume è previsto per il 2025. 
Il progetto ha attirato l'attenzione dei media nel 2013, cioè dall'annuncio degli editori che l'enciclopedia avrebbe coperto più di 42.500 siti, un numero otto volte maggiore del previsto. I primi due volumi, che riguardano i campi di concentramento e i ghetti nazisti, hanno ricevuto una risposta positiva sia dagli studiosi che dai sopravvissuti. Diversi studiosi hanno descritto l'enciclopedia come il riferimento più completo per gli argomenti trattati.

## Storia della pubblicazione
Il lavoro sull'enciclopedia è iniziato nel 2000 dai ricercatori del Center for Advanced Holocaust Studies dell'USHMM. Il direttore generale e direttore del progetto è lo storico americano Geoffrey P. Megargee. Il progetto ha ricevuto il sostegno finanziario dalla Helen Bader Foundation e dalla Claims Conference. Le voci sono scritte da esperti su ogni singolo sito; i contributori includono storici professionisti e un'ampia varietà di dilettanti, inclusi sopravvissuti e parenti degli autori. Il co-editore del secondo volume, Martin Dean, aveva precedentemente lavorato come investigatore nei confronti dei criminali di guerra nazisti. L'obiettivo generale della serie è quello di diventare l'opera di riferimento standard per l'Olocausto e le altre persecuzioni di matrice nazista.
Inizialmente, i redattori prevedevano di includere circa 5000 siti di persecuzioni, omicidi e prigionia nazisti, ma tale stima è raddoppiata entro l'anno successivo. In una conferenza accademica nel 2013, Megargee e Dean hanno affermato di aver scoperto più di 42500 siti in seguito trattati nell'enciclopedia, inclusi 30000 campi di lavoro forzato, 1150 ghetti, 980 campi di concentramento e sottocampi, 1000 campi di prigionieri di guerra e 800 bordelli militari tedeschi. Tuttavia, questa cifra è una notevole sottostima, perché i ricercatori richiedono testimonianze multiple e prove documentali per pubblicare una voce su un sito. Inoltre, i siti devono aver ospitato almeno 20 persone al suo interno oltre un'attività di più di un mese.
La cifra di 42500 è stata presto ripresa come notizia dai media in lingua tedesca e inglese perché "nuovi, in aumento, più grandi e, naturalmente, nazisti" sono "tutti gli elementi di un titolo sensazionale", secondo l'olandese storico Robert Jan Van Pelt. Megargee osservò: "Non potevi girare un angolo in Germania [durante la guerra]... senza trovare qualcuno lì contro la propria volontà". Dean ha commentato: "Per documentare l'accaduto su una mappa e vedere come l'Olocausto ha colpito ogni singola comunità in tutta Europa rende abbastanza chiaro la portata della campagna di omicidio del regime nazista".
Il primo volume della serie, Early Camps, Youth Camps, and Concentration Camps and Subcamps under the SS-Business Administration Main Office (WVHA) è stato pubblicato nel 2009, e il secondo volume, Ghettos in German-Occupated Eastern Europe, è stato pubblicato nel 2012. Il volume 3, Camps and Ghettos under European Regimes Aligned with Nazi Germany, è stato pubblicato nel 2018. Nel 2017, i primi due volumi della serie sono stati pubblicati online per il download gratuito. La redazione prevede di completare la serie di sette volumi nel 2025, che conterrà circa 12.000 pagine in tredici libri separati.

## Contenuto
Le voci sono organizzate per regione, seguendo i distretti amministrativi tedeschi e l'ordine alfabetico, dopo ogni voce c'è una bibliografia e una guida alle fonti archivistiche. Le iscrizioni sono illustrate da fotografie storiche quando disponibili.

### Volume I
"Early Camps, Youth Camps, and Concentration Camps and Subcamps under the SS-Business Administration Main Office (WVHA)" (2009)

Il volume I copre i primi campi che le Sturmabteilung (SA) e le Schutzstaffel (SS) istituirono nel primo anno del regime nazista, e i campi successivamente gestiti dall'Ufficio centrale economico e amministrativo delle SS (WHVA) e con i loro numerosi sottocampi. Per il contesto storico, lo storico americano Joseph Robert White ha fornito una panoramica dei primi campi, mentre la storica tedesca Karin Orth ha contribuito con una sezione sulla storia dei campi WHVA. 
Il volume documenta la rapida espansione del sistema dei campi di concentramento, da 20000 prigionieri nell'agosto 1939 a più di 100000 entro la fine del 1942 e 715000 nel gennaio 1945, di cui la metà morì prima della liberazione. L'omicidio di massa divenne il fulcro essenziale del sistema dei campi alla fine del 1941, strettamente legato al lavoro forzato e al genocidio: nonostante gli ordini nazisti volti a migliorare la produttività del lavoro nei campi di concentramento, le condizioni rimasero mortali.
Questi saggi sono l'unica analisi presentata nel volume; la maggior parte dei contenuti cataloga i campi, compresi i luoghi, la durata dell'operazione, lo scopo, gli autori e le vittime. Il volume contiene 1100 voci scritte da 150 collaboratori. Il volume copre sia campi noti come Auschwitz II-Birkenau, sia campi meno noti come il campo di lavoro in un cimitero cattolico polacco a Poznań, dove i prigionieri ebrei furono costretti a spaccare lapidi e scavare tombe in cerca di oro e altri oggetti di valore.

### Volume II
"Ghettos in German-Occupied Eastern Europe" (2012) 

Il volume II, che descrive 1150 ghetti nell'Europa orientale occupata dai tedeschi, è stato pubblicato nel 2012. È introdotto da un saggio di Christopher Browning che descrive in dettaglio la storia del sistema dei ghetti. Browning critica "la tentazione di vedere la ghettizzazione nazista come un passo preparatorio uniforme, centralizzato e calcolato per la soluzione finale", sostenendo che le condizioni locali hanno svolto un ruolo importante nella creazione dei ghetti e che la ghettizzazione è iniziata prima che i nazisti pianificassero lo sterminio degli ebrei. Il libro non include un'ampia testimonianza di sopravvissuti, ma copre ogni ghetto corredato da una varietà di fonti e prospettive disponibili, insieme anche a mappe dettagliate. Oltre all'attuazione della ghettizzazione, le voci riguardano anche massacri, altre atrocità, la resistenza ebraica e i tentativi di salvataggio.

### Volume III
Camps and Ghettos under European Regimes Aligned with Nazi Germany, (2018)

Il volume III copre campi, ghetti e altri centri di detenzione gestiti dalle altre potenze dell'Asse, stati alleati e cobelligeranti, tra cui la Repubblica slovacca, lo Stato indipendente di Croazia, la Repubblica Sociale Italiana, la Finlandia, il Regno d'Ungheria, il Regno di Bulgaria, la Norvegia, il Regno di Romania e la Francia di Vichy. L'enciclopedia copre anche i campi gestiti da questi paesi alleati nei territori occupati, come le zone di occupazione italiana in Grecia, Francia, Albania e Jugoslavia, e i campi gestiti dalla Francia di Vichy e dall'Italia nell'Africa settentrionale e orientale. Ogni paese è introdotto da una panoramica storica. Il volume è noto per la diversità degli autori, delle vittime e del tipo di persecuzione.

### Volume IV
"Camps and Other Detention Facilities Under the German Armed Forces" (2022)

Il quarto volume, pubblicato a marzo 2022, copre migliaia di campi gestiti dalle forze armate tedesche compresi i bordelli militari tedeschi. Molti di questi siti erano poco conosciuti prima della pubblicazione del libro, fatto che gli autori suggeriscono aiuterà a smantellare il mito della Wehrmacht pulita.

### Prossimi volumi
I volumi futuri riguarderanno i luoghi in cui i non ebrei sono stati perseguitati, i luoghi in cui gli ebrei sono stati perseguitati e i luoghi in cui i nazisti hanno sfruttato il lavoro forzato di prigionieri riluttanti. Quest'ultima categoria comprende dalle 30000 alle 40000 località stimate.

## Ricezione
Una recensione dello storico britannico Simone Gigliotti sulla German Studies Review ha rilevato che l'enciclopedia è "una sintesi altamente significativa di studi documentari esistenti e di conoscenze specializzate", sebbene osserva che non è il primo sforzo per un riferimento completo su un argomento dell'Olocausto: già in precedenza erano state pubblicate delle enciclopedie multi-volume da Yad Vashem e dalla Deutsche Forschungsgemeinschaft. Samuel Kassow ha elogiato le informazioni bibliografiche nel libro, scrivendo che l'enciclopedia è "una risorsa formidabile per i ricercatori" e che "stimolerà ulteriori studi". Van Pelt ha scritto che i punti di forza dell'enciclopedia includevano la raccolta di informazioni da fonti altrimenti disperse, il che si riflette nella "ampia annotazione" e nelle informazioni bibliografiche.
Sia Gigliotti che Van Pelt hanno messo in dubbio l'utilità di un'enciclopedia cartacea, scrivendo che questo formato sarebbe stato sottoutilizzato nell'era di Internet, specialmente quando le enciclopedie online come Wikipedia forniscono contenuti generalmente accurati e liberamente accessibili. Tuttavia, Van Pelt ha scritto che la stampa era il mezzo migliore per argomenti di difficile comprensione come l'Olocausto. Ha riferito che alcuni sopravvissuti e i loro discendenti avevano pagato il prezzo pieno ($ 295,00) per il primo volume dell'enciclopedia perché "si pone come un baluardo tra la loro stessa memoria e le smentite " e le controversie sulla storia dell'Olocausto, poiché contiene fatti di base sui luoghi di persecuzione. Noah Lederman, nipote di un sopravvissuto, scrisse in un editoriale del Jewish Telegraphic Agency che la testimonianza di suo nonno su un campo di lavoro forzato poco conosciuto era stata inclusa nell'enciclopedia:

### Volume I
Secondo Kassow, "non si può chiedere una guida migliore" ai campi di concentramento nazisti di questo volume dell'enciclopedia. Sottolinea la "ricchezza di dettagli" che si trova nel libro, comprese informazioni sulla vita quotidiana dei prigionieri, i rapporti tra le categorie di prigionieri, le marce della morte e dettagli sulle compagnie coinvolte nell'Olocausto. Una notizia sul New York Times ha osservato che l'enciclopedia ha anche uno scopo pratico nell'aiutare le vittime a ricevere un risarcimento per la loro prigionia in luoghi precedentemente sconosciuti.
In un'intervista su Die Welt, Wolfgang Benz, editore di un'enciclopedia accademica in lingua tedesca in nove volumi dei campi WHVA, Der Ort des Terrors, ha criticato il progetto dell'enciclopedia USHMM. Ha detto che era "arrogante" etichettare il progetto come un'enciclopedia. Benz ha anche accusato gli editori dell'USHMM di aver copiato il suo lavoro e ha affermato che l'enciclopedia non era basata su ricerche originali, accuse infondate secondo Van Pelt. La sua critica è stata interpretata da Van Pelt e dallo storico tedesco Marc Buggeln come correlata alla preoccupazione che l'enciclopedia USHMM, che ha una portata più ambiziosa, avrebbe messo in ombra il lavoro di Benz. Secondo Van Pelt, le due enciclopedie hanno obiettivi complementari.

### Volume II
Van Pelt e lo storico tedesco Klaus-Peter Friedrich confrontano il volume II con The Yad Yashem Encyclopedia of the Ghettos during the Holocaust, che copre un territorio simile. Il libro di Yad Vashem ha meno dettagli su ciò che è accaduto durante la guerra, sottolineando invece la vita ebraica prima della guerra e la continuità tra la comunità prebellica e il ghetto in tempo di guerra. Copre anche meno località, a causa della limitazione della sua definizione di ghetto ai luoghi in cui esisteva una comunità ebraica prima della guerra. A differenza dell'enciclopedia USHMM, l'enciclopedia Yad Vashem non citava le fonti, perché si basava principalmente su testimonianze di sopravvissuti e libri di Yizkor. Van Pelt ha caratterizzato la mancanza di continuità nell'enciclopedia USHMM come la sua più grande omissione.
Lo storico americano Waitman Wade Beorn ha elogiato il volume per la sua copertura dettagliata dell'Olocausto nell'Europa orientale, un argomento precedentemente poco studiato. L'enciclopedia supera ogni altro riferimento attualmente disponibile e le voci sono fantasticamente ricche di informazioni. Ha anche commentato che l'enciclopedia traccia i dettagli della morte o della storia di sopravvivenza di ogni vittima, qualcosa che Beorn ha definito più un'enfasi negli studi recenti. Secondo Beorn, le voci documentano non solo "la complessità e la variabilità" della ghettizzazione, ma anche l'attenzione ai dettagli di contributori ed editori. Commentando il gran numero di mappe nel volume, ha scritto che "le voci possono essere viste come vaste raccolte di metadati per posizioni geografiche discrete", fornendo le basi per pensare spazialmente all'Olocausto. Nonostante il prezzo elevato dell'enciclopedia, scrisse Beorn, era un acquisto essenziale per le biblioteche accademiche e gli studiosi dell'Olocausto.

## Premi
- Premio Nazionale del Libro Ebraico 2009 nella categoria Olocausto.[35]

## Volumi
- Volume I: Early Camps, Youth Camps, and Concentration Camps and Subcamps under the SS-Business Administration Main Office (WVHA), 2009, ISBN 978-0-253-35328-3
- Volume II: Ghettos in German-Occupied Eastern Europe, 2012, ISBN 978-0-253-00202-0
- Volume III: Camps and Ghettos under European Regimes Aligned with Nazi Germany, 2018, ISBN 978-0-253-02386-5
- Volume IV: Camps and Other Detention Facilities Under the German Armed Forces, 2022, ISBN 978-0-253-06089-1

### Recensioni

#### Volume I
- Simone Gigliotti, Review: The United States Holocaust Memorial Museum Encyclopedia of Camps and Ghettos 1933-1945 Volume I, in German Studies Review, vol. 35, n. 2, maggio 2012,  pp. 431-433.
- Samuel D. Kassow, The United States Holocaust Memorial Museum Encyclopedia of Camps and Ghettos 1933-1945, vol. I (parts A and B), Early Camps, Youth Camps, and Concentration Camps and Subcamps under the SS-Business Administration Main Office (WVHA), Geoffrey P. Megargee, ed. (Bloomington: Indiana University Press in association with United States Memorial Holocaust Museum, 2009), xxxx + 1,659 pp., hardcover $295.00 * The Yad Vashem Encyclopedia of the Ghettos During the Holocaust, Guy Miron and Shlomit Shulhani, eds. (Jerusalem: Yad Vashem, 2009), 2 vols., lxxvi + 1,067 pp. + DVD, cloth $198.00, in Holocaust and Genocide Studies, vol. 25, n. 3, 2 dicembre 2011,  pp. 468-473, DOI:10.1093/hgs/dcr047.

#### Volume II
- Waitman Wade Beorn, The United States Holocaust Memorial Museum Encyclopedia of Camps and Ghettos, 1933–1945, vol. 2, Ghettos in German-Occupied Eastern Europe edited by Geoffrey P. Megargee (review), in Holocaust and Genocide Studies, vol. 28, n. 2, 11 settembre 2014,  pp. 348-350, DOI:10.1093/hgs/dcu022, ISSN 1476-7937 (WC · ACNP).
- Klaus-Peter Friedrich, Review of The United States Holocaust Memorial Museum Encyclopedia of Camps and Ghettos, 1933-1945. Vol. 1: Early Camps, Youth Camps, and Concentration Camps and Subcamps under the SS-Business Administration Main Office (WVHA); The United States Holocaust Memorial Museum Encyclopedia of Camps and Ghettos, 1933-1945. Vol. 2: Ghettos in German-Occupied Eastern Europe, Geoffrey P. Megargee; The Yad Vashem Encyclopedia of the Ghettos During the Holocaust. Vol. 1 (A-M): LXXVI. Abb.; Vol. 2 (N-Z); Angst vor den "Ostjuden". Die Entstehung der Ghettos während des Holocaust, in Jahrbücher für Geschichte Osteuropas, vol. 62, n. 3, 2014,  pp. 441-445, JSTOR 43819674.
- Robert Jan Van Pelt, Nazi Ghettos and Concentration Camps: The Benefits and Pitfalls of an Encyclopedic Approach, in German Studies Review, vol. 37, n. 1, 2014,  pp. 149-159, DOI:10.1353/gsr.2014.0034.

### Notizie
- First Two Volumes of 'Encyclopedia of Camps and Ghettos' Released, su jpost.com, JTA, 5 giugno 2017. URL consultato il 20 luglio 2017.
- Monica Hesse, U.S. Holocaust Memorial Museum's Encyclopedia on Concentration Camps, The Washington Post, 4 giugno 2009. URL consultato il 20 luglio 2017.
- Noah Lederman, Researchers Uncover Vast Numbers of Unknown Nazi Killing Fields, The Times of Israel, 25 gennaio 2017. URL consultato il 20 novembre 2018.
- Noah Lederman, Uncovering My Family's Hidden Holocaust Stories, Jewish Telegraphic Agency, 27 gennaio 2017. URL consultato il 21 novembre 2018.
- Eric Lichtblau, The Holocaust Just Got More Shocking, The New York Times, 1º marzo 2013. URL consultato il 20 novembre 2018.
- Marc Silver, Creating a New Map of the Holocaust, su news.nationalgeographic.com, National Geographic, 10 aprile 2013. URL consultato il 20 luglio 2017.
- U Press Encyclopedia Wins a 2009 National Jewish Book Award, su newsinfo.iu.edu. URL consultato il 20 marzo 2017.